# Татра (правитель)
Татра — правитель (каган, хан) групи гунських та булгарських племен, які мешкали на теренах сучасної України.
Після кагана булгар Джураша, близько 500 року став правити його син Татра. Він став відомим завдяки своїм вдалим походам проти Візантійської імперії.
У період правління закріпив кордони своєї держави, які простягались від Дунаю до Кримського півостріва.
Після Татри правителем західних булгар став його син Боян-Чельбира, а правителем кутнігурів (гунів) став Грод.